# National-Airlines-Flug 27
Am 3. November 1973 musste eine auf dem Inlandslinienflug National-Airlines-Flug 27 (Flugnummer: NA27, Funkrufzeichen: NATIONAL 27) von Miami nach San Francisco über New Orleans, Houston und Las Vegas befindliche McDonnell Douglas DC-10-10 der National Airlines auf dem Albuquerque International Sunport, New Mexico notlanden, nachdem es bei Socorro, New Mexico in Folge eines Triebwerksschadens zum Druckabfall im Flugzeug gekommen war. Von den 128 Insassen wurde ein Passagier aus dem Flugzeug gesaugt; seine Leiche wurde erst mehr als ein Jahr später gefunden. Es handelte sich um den ersten tödlichen Zwischenfall an Bord einer McDonell Douglas DC-10.

## Maschine
Bei der verunglückten Maschine handelte es sich um eine McDonnell Douglas DC-10-10. Das Flugzeug trug die Werknummer 46700, es handelte sich um die 14. DC-10 aus laufender Produktion, welche im Werk von McDonnell Douglas in Long Beach, Kalifornien endmontiert worden war. Das Roll-Out der Maschine erfolgte am 28. Juli 1971, die Maschine wurde am 1. November 1971 an die National Airlines ausgeliefert, wo sie seitdem durchgehend mit dem Luftfahrzeugkennzeichen N60NA, der Flottennummer 60 und dem Taufnamen Barbara in Betrieb war. Das dreistrahlige Langstrecken-Großraumflugzeug war mit drei Triebwerken des Typs General Electric CF6-6K ausgestattet. Die Gesamtbetriebsleistung der Maschine bis zu dem Unfall belief sich auf 5.954 Betriebsstunden.

## Insassen
Den Flug auf dem betroffenen Flugabschnitt hatten 116 Passagiere angetreten. Es befand sich eine zwölfköpfige Besatzung an Bord, die sich aus einer dreiköpfigen Cockpitbesatzung und einer neunköpfigen Kabinenbesatzung zusammensetzte.
- Der 54-jährige Flugkapitän William C. Broocke wurde im Mai 1946 von National Airlines eingestellt. Er verfügte über Musterberechtigungen für die Flugzeugtypen Lockheed Lodestar, Curtiss C-46, Convair CV-340, Convair CV-440, Lockheed L-188 Electra, Douglas DC-6, Douglas DC-7, Boeing 727 und McDonnell Douglas DC-10. Am 13. Mai 1972 war er zum Kapitän befördert worden. Flugkapitän Broocke verfügte über 21.853 Stunden Flugerfahrung, wovon er 801 Stunden in Maschinen des Typs McDonnell Douglas DC-10 abgeleistet hatte.
- Der 33-jährige Erste Offizier Eddie H. Saunders war im September 1965 von National Airlines eingestellt worden. Saunders verfügte über 7.086 Stunden Flugerfahrung, wovon er 445 Stunden in den Cockpits von Maschinen des Typs McDonnell Douglas DC-10 absolviert hatte.
- Der 55-jährige Flugingenieur Golden W. Hanks gehörte seit Juni 1950 National Airlines an. Hanks verfügte über 17.814 Stunden Flugerfahrung, davon hatte er 1.252 in Cockpits von Maschinen des Typs McDonnell Douglas DC-10 abgeleistet.
- Darüber hinaus befand sich eine neunköpfige Kabinenbesatzung, bestehend aus neun Flugbegleiterinnen, an Bord.

## Unfallhergang
Alle Zeiten entsprechen der Mountain Standart Time (MST)

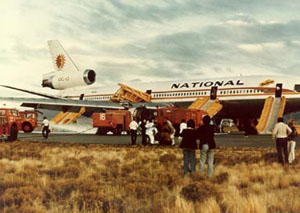
Notgelandete Maschine nach dem Zwischenfall

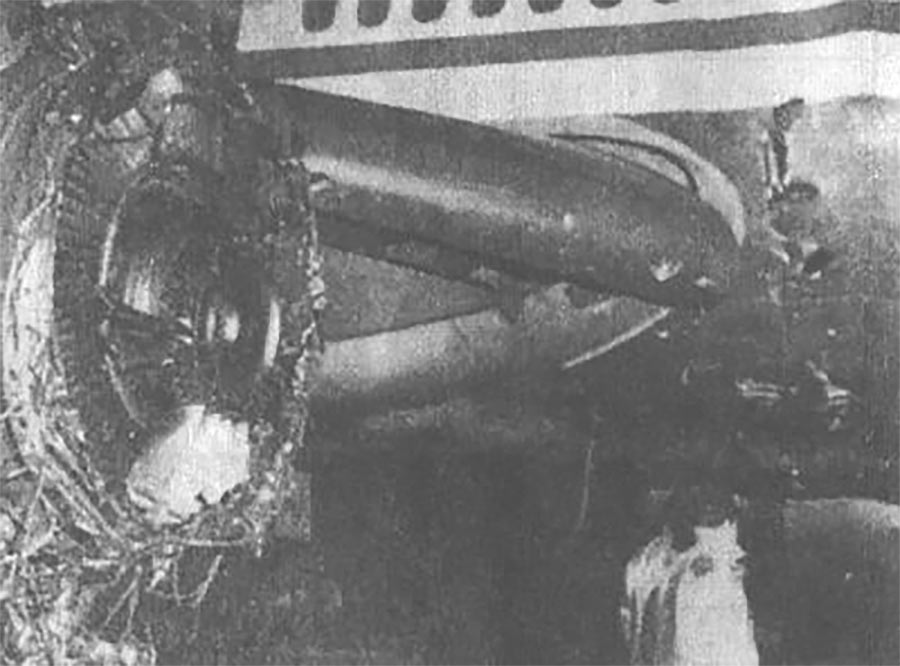
Schäden an der Maschine infolge des Triebwerksschadens

Die DC-10 hob um 14:40 Uhr in Houston zum Weiterflug nach Las Vegas ab und stieg auf die geplante Reiseflughöhe von 39.000 ft (ca. 11.900 m). Beim Setzen einer Geschwindigkeit von 257 Knots Indicated Air Speed (KIAS) wurde die automatische Schubregelung deaktiviert. Nach einer Diskussion hatten die Piloten die Sicherung für den Drehzahlmesser des rechten Triebwerks gezogen und die Geschwindigkeit für die Schubautomatik auf 252 KIAS reduziert, um zu experimentieren, wie die Anzeige der Triebwerksgeschwindigkeit und die automatischen Steuersysteme miteinander zusammenhingen, um zu ergründen, woher der Autopilot sein Geschwindigkeitssignal bezog. Gegen 16:40 Uhr wurde sie laut dem Kapitän erneut aktiviert in der Nähe von Socorro, NM, um die Geschwindigkeit bei 257 KIAS zu stabilisieren.
Kurz darauf gab es eine Explosion und die Maschine vibrierte. Plötzlich zerbrach das Turbinenschaufelrad des Triebwerks Nr. 3 (rechts) und Fragmente durchschlugen den Rumpf, die Triebwerksgondeln der Triebwerke Nr. 1 (links) und 2 (Mitte) sowie den rechten Tragflächenbereich. Dadurch kam es zu einem Druckabfall in der Kabine und ein Kabinenfenster, das von einem Fragment einer Triebwerksschaufel getroffen worden war, löste sich vom Rumpf. Der neben diesem Fenster sitzende Passagier, der 45-jährige George Fletcher Gardner (* 9. Juni 1928 in Marshfield, Massachusetts, wohnhaft in Beaumont, Texas). der sich auf der Reise zu seiner neuen Arbeitsstelle in Singapur befand, wurde zunächst teilweise durch die Öffnung gesogen, wobei er teilweise von seinem Sitzgurt festgehalten wurde. Andere Passagiere versuchten, Gardner wieder in die Maschine zu ziehen, was jedoch misslang. Schließlich wurde Gardner komplett aus der Maschine gesogen und stürzte 25.000 Fuß in die Tiefe. 
Es kam zu einer explosiven Dekompression der Flugzeugkabine, die sich zudem kurz nach der Explosion mit blaugrauem Rauch füllte. Da die Sauerstoffmasken der meisten bedingt durch einen elektrischen Fehler nicht ausgelöst wurden, brach unter den verbliebenen Passagieren Panik aus. Die umherfliegenden Triebwerksfragmente beschädigten auch zwei Hydrauliksysteme der Maschine, sodass die Hydraulikflüssigkeit aus diesen auslief. Die Elektrik im Cockpit fiel aus. Während der Flugkapitän die Maschine mit Mühe unter Kontrolle hielt, bemerkte der Flugingenieur Hanks, dass die Öldruck- und Temperaturanzeigen sowie die Feueralarme am Triebwerk Nr. 3 aktiv waren. Er aktivierte die Ventile zum Abstellen der Treibstoffzufuhr und entlud zwei Flaschen der Triebwerklöschanlage in das Triebwerk Nr. 3. Währenddessen bemühte sich der Erste Offizier Eddie Saunders, die Stromzufuhr zum Cockpit wiederherzustellen, als sich die Anzeigen der Temperatur und des Öldruck des Triebwerks Nr. 1 (links) ebenfalls verringerten. Nachdem es ihm um 16:45 Uhr gelungen war, den Funk mithilfe der Leistung der Notfallbatterie wiederherzustellen, konnten die Piloten der Flugsicherung in Albuquerque schließlich die Art des Notfalls melden und Anweisungen für die bevorstehende Notlandung von dieser erhalten. Die Piloten leiteten einen Notsinkflug ein und machten die Flugsicherung in Albuquerque durch den Notfallmodus ihres Transponders auf die Notlage aufmerksam, in der sich die Maschine befand. Das Flugzeug landete 19 Minuten nach dem Triebwerksausfall sicher auf dem Albuquerque International Airport.

## Untersuchungen

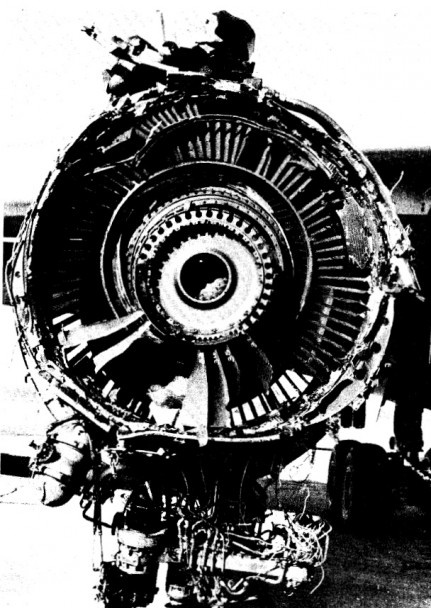
Das zerstörte Triebwerk

Das National Transportation Safety Board übernahm nach dem Unfall die Untersuchungen zur Unfallursache. Die Ermittler stellten im Rahmen ihrer Ermittlungen fest, dass das Auseinanderbrechen des Turbinenschaufelrads des Triebwerks Nr. 3 erfolgt war, nachdem die Turbinenschaufelspitzen Kontakt mit dem Lüftergehäuse gehabt hatten, dies wiederum wurde durch die Beschleunigung des Triebwerks auf eine ungewöhnlich hohe Geschwindigkeit verursacht, die eine mehrwellige Vibrationsresonanz in diesem Bereich des Triebwerks auslöste. In der Folge seien 32 der 38 Triebwerksschaufeln abgerissen und hätten die Struktur der Maschine an verschiedenen Stellen beschädigt. Der oder die genauen Gründe für die Beschleunigung und den Beginn der zerstörerischen Vibration konnten nicht eindeutig ermittelt werden. Im Laufe der Ermittlungen wurde der Frage nachgegangen, ob die Piloten durch ihr Experiment das Triebwerk versehentlich hatten überdrehen lassen, für diese Hypothese konnten jedoch keine belastbaren Hinweise gefunden werden. Das NTSB betonte jedoch, dass Experimente dieser Art auf keinen Fall auf Passagierflügen durchgeführt werden sollten.

## Der Passagier George Fletcher Gardner
Mithilfe von Computersimulationen wurde errechnet, wohin der Körper des Passagiers George Fletcher Gardner geschleudert wurde. Die Polizei des Bundesstaates New Mexico erhoffte sich so, das Suchgebiet eingrenzen zu können. Ein Stallbursche fand später während seiner Arbeit auf einer Ranch bei Alamo in New Mexico eine Sonnenbrille und eine Tabakpfeife, die Gardner zugeordnet werden konnten. Der Körper des Passagiers konnte trotz intensiver Suche mithilfe von Suchflugzeugen nicht gefunden werden.
Zwei Jahre nach dem Unfall begannen die Bauarbeiten zur Errichtung der Very Large Array-Radioteleskopanlage. Beim Bau der Gleise nördlich des Highway 60 wurde während der Bauarbeiten eine skelettierte Leiche gefunden. Nach einem Jahr konnte der Leichnam George Fletcher Gardner zugeordnet werden. Die Überreste wurden Gardners Familie in Texas ausgehändigt.

## Verbleib der Maschine

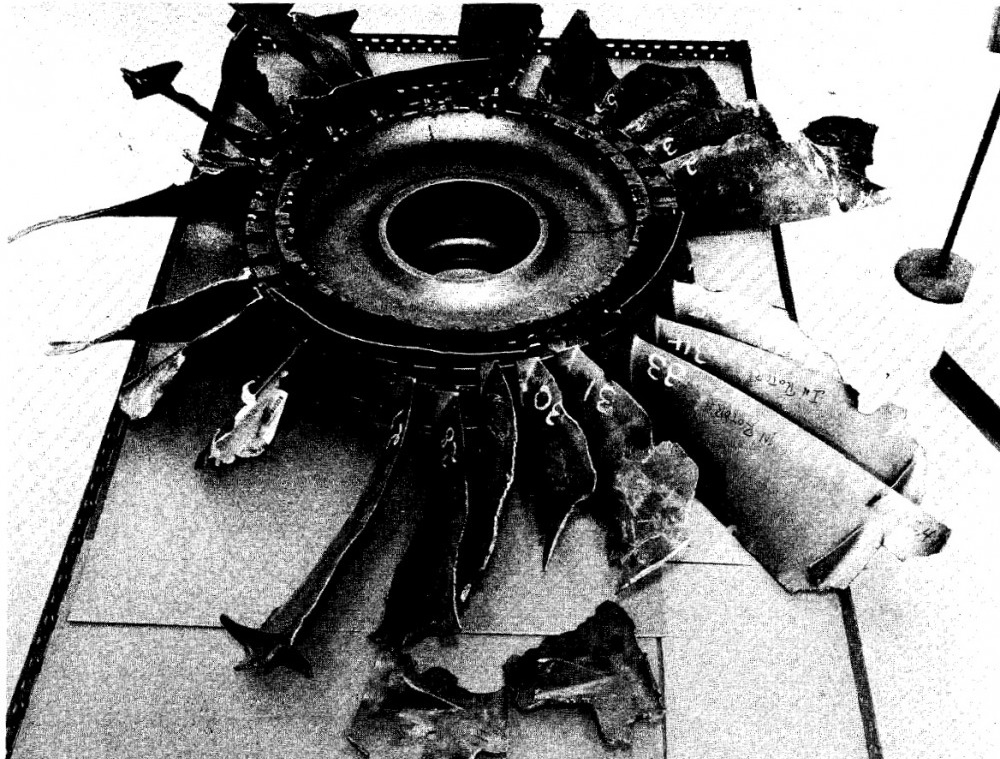
Das schadhafte Triebwerksschaufelrad

Die schwer beschädigte Maschine wurde nach dem Unfall repariert und durch National Airlines wieder in Betrieb genommen. Sie erhielt später den neuen Taufnamen Suzanne. Infolge einer Unternehmensfusion ging die Maschine, wie auch alle anderen Flugzeuge der Fluggesellschaft, am 7. Januar 1980 in den Besitz der Pan American World Airways über. Die Maschine behielt dabei ihre Flottennummer 60, erhielt jedoch den neuen Taufnamen Clipper Meteor. Ab dem 24. Januar 1984 leaste American Airlines die Maschine von Polaris Aircraft Leasing (POLA). Die Maschine erhielt in diesem Zuge das neue Luftfahrzeugkennzeichen N145AA und die Flottennummer 145. Am 15. August 1994 wurde die Maschine außer Betrieb genommen und am Pinal Airpark eingelagert, wo sie bis zum 14. Oktober 1996 verblieb. Anschließend wurde die Maschine zum Amarillo International Airport überführt und blieb dort bis zum Jahr 1997 eingelagert. 1997 wurde die Maschine dann zum Piedmont Triad International Airport überführt, wo sie bis 1998 eingelagert blieb, ehe sie 1998 auf dem Phoenix Goodyear Airport eingelagert wurde. Am 28. Juli 1999 kaufte FedEx die Maschine, wobei die DC-10 nie in Betrieb genommen wurde, da sie als reiner Ersatzteilträger erworben wurde. Im Jahr 2001 wurde die Maschine schließlich auf dem Goodyear Airport verschrottet.